# Saadet II Giray
Saadet II Giray, född okänt år, död 1587, var Krimkhanatets khan 1584–1584. 